# Pogonistes planatus
Pogonistes planatus är en skalbaggsart som beskrevs av Horn. Pogonistes planatus ingår i släktet Pogonistes och familjen jordlöpare. Inga underarter finns listade i Catalogue of Life.